# Archaeomerycidae
Archaeomerycidae (лат.) — вымершее семейство жвачных, живших на территории Азии в эпоху раннего эоцена — позднего олигоцена.

## Строение скелета
Череп брахицефальный с очень короткой мордой. Сагиттальный, височный и затылочный гребни развитые. Сагиттальный гребень длинный. Височные гребни изогнуты вперед и соединены близко к венечному шву. Глазницы маленькие, расположены центрально и закрыты сзади. Заглазничная перегородка образована наполовину лобной и наполовину скуловой костями. Теменные отверстия маленькие. Овальное отверстие маленькое, расположено сзади. Сосцевидный отросток выступает в основном латерально. Слуховой барабан очень маленький, не контактирует с постгленоидальным отростком. Наружный слуховой проход слабо развит. Шилоподъязычное влагалище крайне мелкое, очень широко открыто сзади. Петрозальная кость маленькая, короткая и широкая, расположена ближе к горизонтальной плоскости, чем к парасагиттальной, и плотно прижата к базиокципитальной кости; передненижний край каменистой кости расположен далеко от постгленоидального отростка. Промонториум слабый, короткий, соответствует основному обороту улитки. Fenestra vestibuli маленькое. Ямка напрягателя барабанной перепонки маленькая и расположена сзади. Позади fenestrae vestibuli и cochleae ямка стременной мышцы узкая. Эпитимпанальное углубление на каменистой кости. Слезная кость с небольшими лицевой и глазничной частями. Слезное отверстие внутри глазницы. Решетчатая щель маленькая и треугольная или отсутствует. Носовые кости удлиненные, не выступают вперед над передним отверстием носовой полости. Нёбо уплощенное. Срединная вогнутость нёба немного позади M3. Заднее отверстие подглазничного канала расположено в верхней челюсти. Переднее отверстие носовой полости яйцевидное на дорсальной поверхности. Угловой отросток нижней челюсти узкий и сильно выдается назад. Верхние резцы очень маленькие. Клыки маленькие и выступающие, нижний клык лопатовидный. PI отсутствует. Передние конечности короче задних. Лучевая и локтевая, большеберцовая и малоберцовая кости, а также центральные метаподии разделены. Малая берцовая кость сильно редуцирована, но лодыжка развита не полностью. Таранная кость удлиненная и трехглавая, с непараллельными блоками. Метаподии разделены. Кисть пятипалая. Стопа четырехпалая.

## Филогения
Это одно из наименее специализированных семейств Tragulina. Оно включает предков Leptomerycidae, Gelocidae, Pecora и, возможно, Bachitheriidae. Семейство сохранило ряд примитивных черт, указывающих на то, что жвачные животные произошли от группы парнокопытных, характеризующейся более примитивными признаками, чем Diacodexidae.

## Распространение и образ жизни
Обнаружены в ископаемых отложениях Китая, Мьянмы, Японии, Монголии и Казахстана (47,8—23,03 миллионов лет назад). Это были наземные растительноядные животные.

## Классификация
Семейство включает следующие роды и виды:
- †Archaeomeryx Matthew and Granger, 1925
  - †Archaeomeryx optatus Matthew and Granger, 1925
- †Irrawadymeryx Métais et al., 2007
  - †Irrawadymeryx pondaungi Métais et al., 2007
- †Miomeryx Matthew and Granger, 1925
  - †Miomeryx altaicus Matthew and Granger, 1925
- †Notomeryx Qiu, 1978
  - †Notomeryx besensis Qiu, 1978
  - †Notomeryx major Guo et al., 1999
- †Paukkaungmeryx Ducrocq et al., 2020
  - †Paukkaungmeryx minutus Ducrocq et al., 2020
- †Xinjiangmeryx Zheng, 1978
  - †Xinjiangmeryx parvus Zheng, 1978